# Billet de 5 couronnes estoniennes

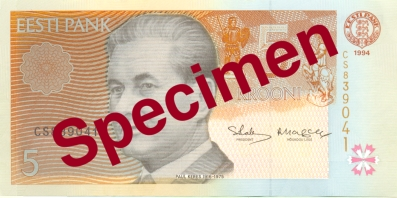
Avers du billet de 5 couronnes

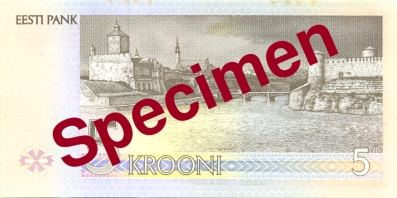
Revers du billet de 5 couronnes

Le billet de 5 couronnes ( 5 EEK ) est une dénomination de la couronne estonienne, l'ancienne monnaie de l'Estonie. Paul Keres (1916–1975), qui était un joueur d'échecs estonien, est présenté avec un portrait à l'avers.
Le revers présente le château d'Hermann fondé en 1256 par les Danois et la forteresse d'Ivangorod établie par Ivan III en 1492. Le billet de 5 couronnes n'a été utilisé qu'après le rétablissement de l'État estonien en 1991, mais est resté d'usage courant jusqu'à l'EEK soit remplacée par l'euro. Aussi, une pièce de 5 couronnes été frappée, mais le billet de banque était plus couramment trouvé en circulation.

## Histoire du billet
- 1991 : première série émise par la Banque d'Estonie ;
- 1992 : deuxième série émise ;
- 1994 : troisième série publiée ;
- 2011 : retiré de la circulation et remplacé par l'euro

## Fonctions de sécurité
Provenance :
- 1991 ; 1992

1. Le filigrane des trois lions est visible lorsque la note est horizontale, mais prend vie lorsque la note est tenue à contre-jour. Le filigrane est en deux parties sur les tranches du billet.
2. Chaque note contient un fil de sécurité.
3. Les portraits sont imprimés dans la couleur principale du billet et leur relief se fait sentir du bout des doigts.
4. Chaque billet a un numéro de série individuel. Le numéro horizontal à gauche est imprimé en noir et le numéro vertical à droite est imprimé dans une couleur différente sur chaque dénomination.
5. Lorsque la note est tenue à un angle par rapport à la lumière, la dénomination de la note peut être vue.

- 1994

1. De nouvelles teintes de couleur ont été utilisées dans ces zones.
2. L'encre argentée a été incorporée dans la note.
3. Un nouveau numéro de série de style apparaît sur le côté droit, dans une couleur différente pour chaque dénomination.
4. Lorsque le billet est exposé à la lumière, les zones imprimées au verso du billet remplissent les zones non imprimées au recto du billet.